# Denise Stoklos
Denise Stoklos (Irati, 14 luglio 1950) è un'attrice teatrale, drammaturga e regista teatrale brasiliana.

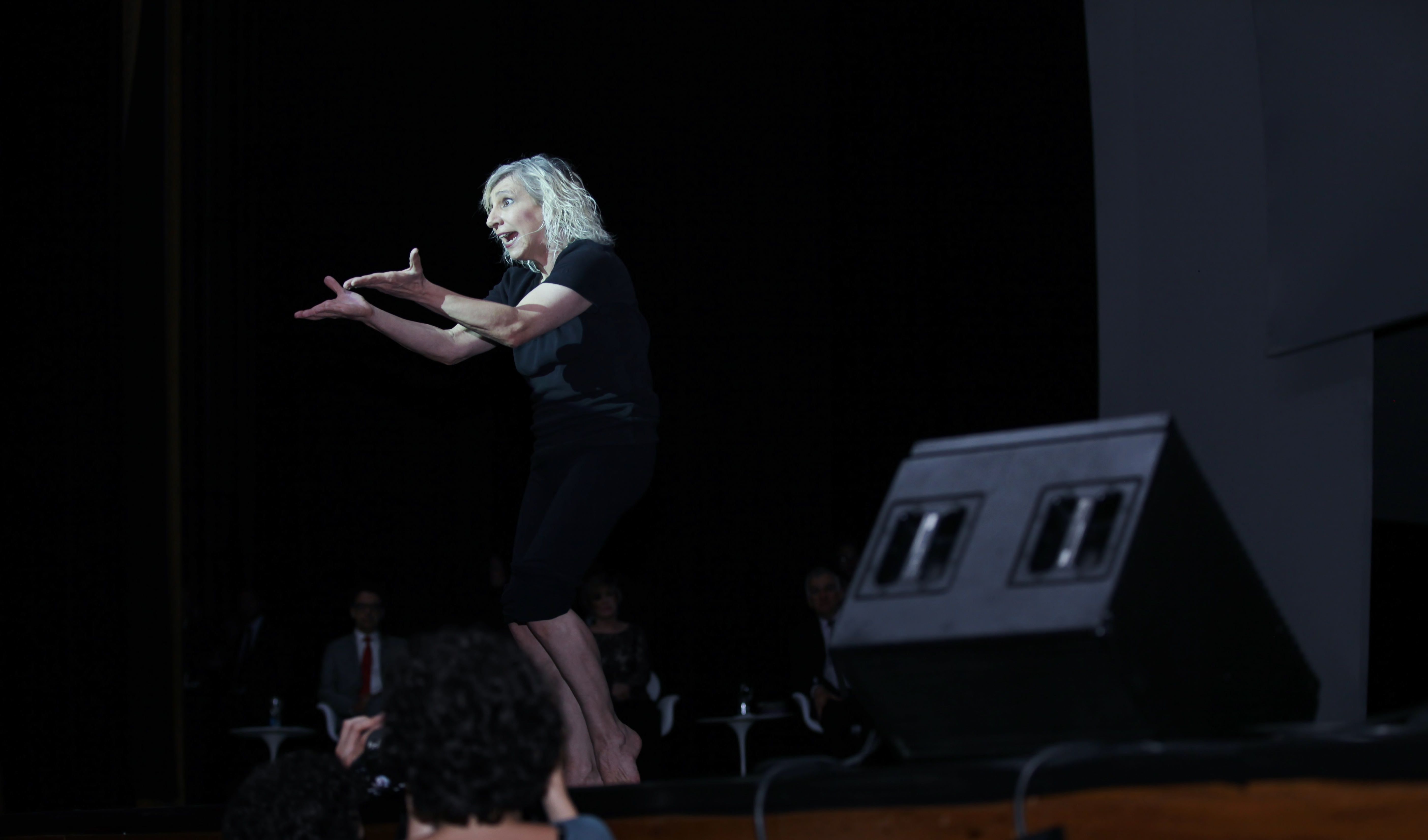
Denise Stoklos nel 2013

Ha messo a punto un proprio metodo di recitazione, chiamato teatro essenziale, in cui gli effetti scenografici sono espressi al minimo per favorire il più possibile la teatralità.

## Biografia
Di ascendenze ucraine e spagnole, ha conseguito due lauree: la prima in sociologia, presso la Pontifícia Universidade Católica do Paraná, e la seconda in storia del giornalismo all'Università federale del Paraná. Le sue prime esperienze di attrice teatrale e drammaturga risalgono però all'età di 18 anni. Dal 1970 al 1972 si è prodotta in valide performances nel teleteatro di TV Cultura. Nel 1973 aveva già all'attivo sei propri lavori per le scene, tra cui Mary Stuart, un dramma sulla celebre regina scozzese, che sarà rappresentato con successo a New York nel decennio successivo, dopo le ottime accoglienze ricevute a San Paolo e a Rio. 
Nel 1977 ha soggiornato alcuni mesi a Londra per studiare mimo, che verrà da lei praticato con uno stile molto personale. Nel 1980 ha perfezionato le proprie conoscenze di arti sceniche a Los Angeles.
Nel 1982 ha recitato per la prima e unica volta in una telenovela, Nido di serpenti, impersonando la cameriera Oriana. L'anno seguente l'attrice è diventata anche regista dei suoi spettacoli, che ha quindi portato all'estero.
Tra i molti riconoscimenti ottenuti in patria, si segnala l'Ordem do Mérito Cultural.
Le opere di Denise Stoklos (commedie, drammi, farse e soprattutto monologhi) sono state rappresentate in trenta Paesi, tra cui Russia, Ucraina, Cina, e tradotte in sette lingue, compreso l'italiano. 

## Vita privata
Divorziata dallo psicoterapeuta Rubens Kignel, ha due figli: una femmina, Thais, e un maschio, Piatã. Vive prevalentemente a San Paolo, dove insegna mimo e drammaturgia.

## Opere

### Teatro
- Círculo Na Lua, Lama Na Rua (1968)
- A Semana (1969)
- Vejo o Sol (1970)
- Mary Stuart (1970)
- Mar Doce Prisão (1971)
- Cadillac de Lata (1973)
- One Woman Show (1980)
- Maldição (1982)
- Habeas Corpus (1986)
- Hamlet em Irati (1988)
- Casa (1990)
- 500 Anos - Um Fax de Denise Stoklos Para Cristóvão Colombo (1992)
- Amanhã Será Tarde, Depois de Amanhã Nem Existe (1993)
- Jardim de Meteoros (1993)
- Des-Medéia (1994)
- Nina Simone Sings For Us (1994)
- Elogio (1995)
- Mais Pesado Que o Ar (1996)
- Desobediência Civil (1997)
- Vozes Dissonantes (1999)
- Louise Bourgeois - Faço, Desfaço, Refaço (2000)
- Calendário da Pedra  (2001)
- Olhos Recém-Nascidos (2004)
- Cantadas (2007)
- Preferiria Não (2011)
- Carta Ao Pai (2012)
- Vendo Gritos e Palavras (2014)
- Palavras Gestuais (2016)
- Extinção (2018)

### Teoria teatrale
- Teatro Essencial (1993)

### Poesia
- Tipos (1993)

### Narrativa
- Amanhã será tarde e depois de amanhã nem existe (1993)